# Station Aubenas
Station Aubenas was een spoorwegstation in de Franse gemeente Aubenas. Het station is sinds 1969 gesloten voor reizigersvervoer en sinds 1988 voor goederenvervoer.